# 福用站

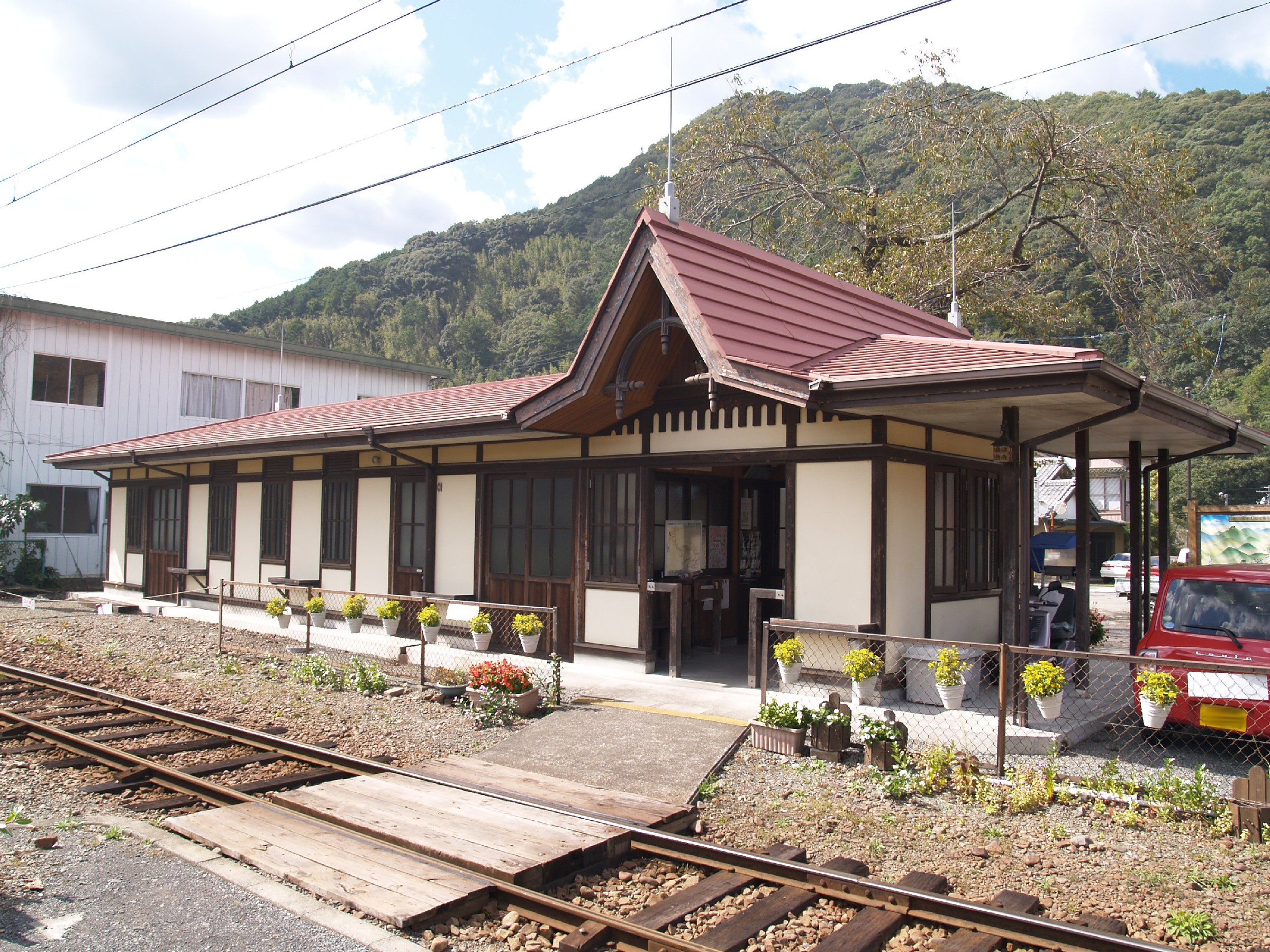
從月台一方望向車站大樓（2009年10月）

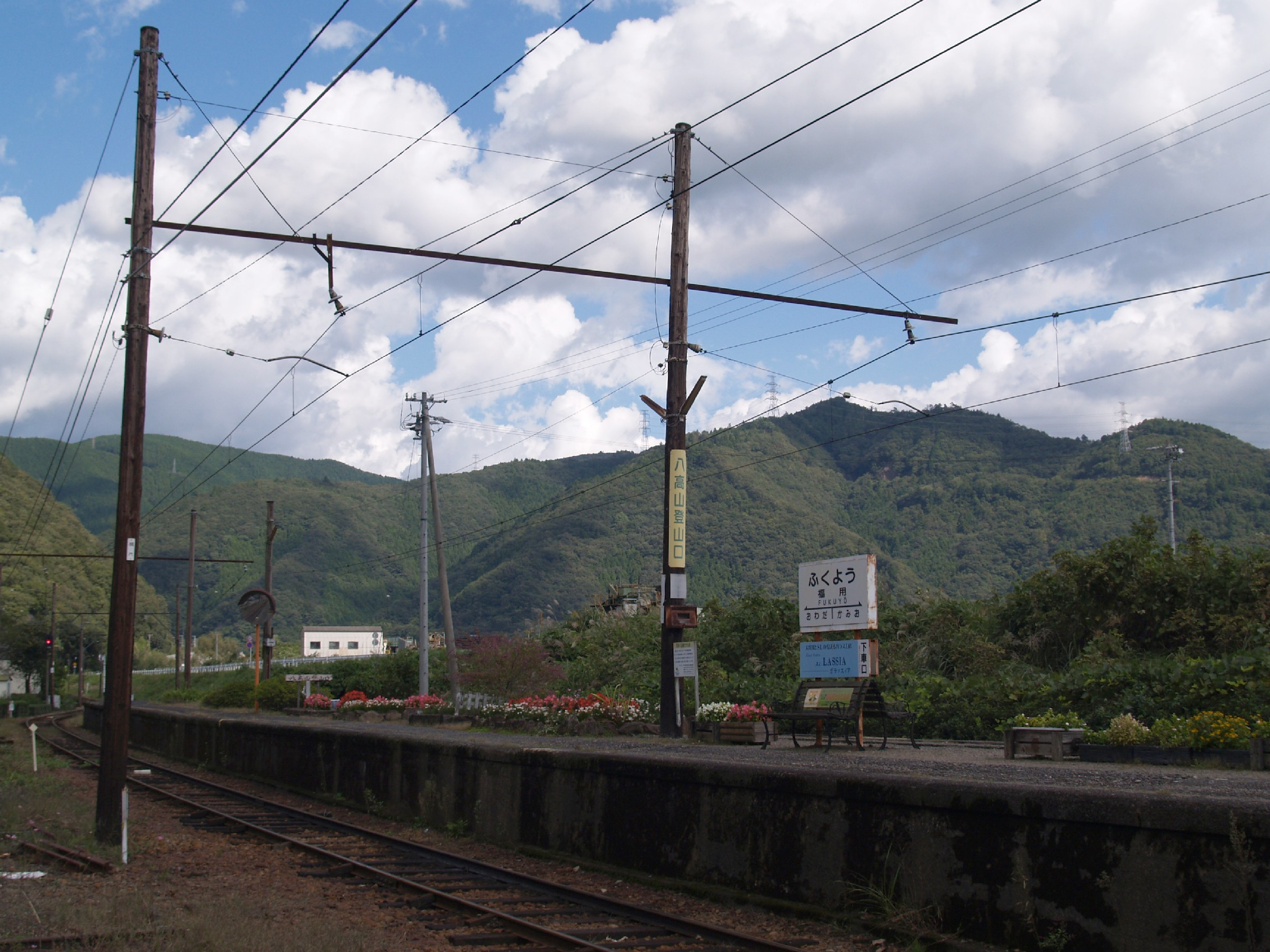
月台（2009年10月）

福用站（日语：／ Fukuyō eki */?）是位於靜岡縣島田市高熊，大井川鐵道的大井川本線車站。

## 歷史
- 1929年（昭和4年）12月1日 - 車站啟用[1]。
- 1998年（平成10年）4月27日 - 新建車站大樓[2]。

## 車站構造
此站是地面車站，設有1面2線的島式月台。車站大樓本身為無人當值，同時委托了售賣車票，為簡易委託車站。車站大樓與月台之間設有站內平交道。
車站大樓在1998年建設，大樓外觀彷照大井川鐵道的姊妹鐵道布林策羅特峰鐵路布林策站而計設瑞士風格建築物。

## 使用狀況
- 在2007年度，1日平均乘車人次為40人[3]。

## 車站周邊
- 金谷福用簡易郵局 - 販賣車票。
- 八高山登山口
- 國道473號（日语：国道473号）
- 大井川
- 駿遠學園·靜岡縣立吉田特別支援學校駿遠分教室

## 相鄰車站
大井川鐵道
大井川本線
神尾－福用－大和田

## 注腳
1. ↑  日本鐵道旅行地圖帳 7號「東海」
2. 1 2  . 交通新聞 (交通新聞社). 1998-05-07: 3 （日语）.
3. ↑  靜岡縣統計年鑑

## 外部連結
- 大井川鐵道 （页面存档备份，存于）（日語）